# Synallaxis hypochondriaca
Synallaxis hypochondriaca е вид птица от семейство Furnariidae, единствен представител на род Synallaxis. Видът е световно застрашен, със статут Уязвим.